# Mr.ビーン
『Mr. ビーン』（ミスタービーン、英語: Mr. Bean）は、イギリスのテムズテレビ （ITV系）にて1990年から1995年まで放送されたコメディ・TVシリーズである。後に劇場用映画やアニメーションも製作されるが、本項ではそれらも含めることとする。

## 概要
製作はタイガー・テレヴィジョン（タイガー・アスペクト・プロダクションズの前身）。主演はローワン・アトキンソン。全14話。題名はアトキンソンが演じる主役の名前をそのまま付けている。アトキンソンのほかに、リチャード・カーティス、ロビン・ドリスコルが共同で原案・脚本を担当した。製作総指揮はピーター・ベネット＝ジョーンズ。
1990年1月1日、イギリスで第1話「ミスター・ビーン」が放送される。視覚的なネタを主とするヴィジュアル・コメディは時代遅れのスタイルでありながら思いがけない人気を博し、以降1995年までに13本のシリーズが作られることとなった。日本を含む世界各国で、テレビ放送やVHS発売に伴って人気が上昇、1997年に初の劇場版『ビーン』が製作されると世界中でビーン旋風が起こった。
2007年3月16日にテレビ向けとしては12年ぶりとなる新作「Mr. Bean's Wedding」がBBCのチャリティー番組『Red Nose Day 2007』内で放送されたほか、劇場版第2作『Mr.ビーン カンヌで大迷惑?!』が同年3月30日の全英公開を皮切りに世界各国で公開され、世界各国で初登場第1位を記録した。
2012年にはロンドンオリンピックの開会式に登場。映画『炎のランナー』のメインテーマを演奏するサイモン・ラトル指揮のロンドン交響楽団と共演。シンセサイザーを演奏しコミカルな演技で観客を楽しませた。しかし、その直後にアトキンソンは「50代の男があんなふうに幼稚なキャラクターをやっているのは切ないことだよ」とビーン役からの引退を表明した。
だが、その後もチャリティーやファンサービスの一環でビーンとして姿を見せ続け、2015年には初回放送から25周年を迎えた事を記念し、「#MrBean25」と描かれた愛車・ミニに乗りロンドン市内を巡った。

### 外国での反響
米国では、1996年にポリグラムからVHSが発売された。

#### 日本での放送・ビデオ発売
日本では1991年12月21日から12月23日まで、NHK総合にて第1話から第3話までが「コメディー決定版!Mr.ビーンの大騒動」として30分枠として初めて放送された。その後1996年までにかけ、同局が平日の深夜や、年末年始の夕方・深夜などマイナーな時間帯に「〜大脱線」「〜大パニック」「〜大混乱」「〜大失敗」と不定期放送を重ねた結果、徐々にコアなファンを増やしていった。
1997年4月から10月にかけ、毎週土曜日未明0時30分（番組表上の金曜日深夜）に初の定期放送。また同年9月には、日本ポリグラムから全8巻のVHSが発売された。同年1月1日未明（番組表上の12月31日の深夜）にはNHK総合で「朝までMr.ビーン」と銘打ってこれまで放送されたシリーズが一挙再放送された。
1998年2月には劇場版第1作『ビーン』の日本公開に併せてアトキンソンが初来日。同年4月から8月にはNHK総合テレビで2度目のレギュラー放送がなされ（放送時間は前回と同じ、番組表上のタイトルは『コメディー決定版!』のみ）、それまで順不同に放送されてきた全話が初めて製作順で放送された（「朝までMr.ビーン」も1999年1月1日・2日に2度目の放送）。2000年11月から12月にかけてはNHK BS2で1時間枠での集中放送が、2003年にはNHK総合で不定期放送が行なわれた。
劇場版第2作『Mr.ビーン カンヌで大迷惑?!』は日本では1年遅れの2008年1月19日に公開され、初登場第4位を記録している。
芸能人のファンが多く、佐野元春が1997年放送の音楽番組『HEY!HEY!HEY! MUSIC CHAMP』（フジテレビ系列）にゲスト出演し、今はまっているコメディ番組として本作の名を挙げ、ものまねを交えて語ったことなども日本のファン層拡大の一助となった。1998年8月14日の深夜に放送された特番「ローワン・アトキンソンの決定版!コメディー解剖学」では、イッセー尾形が作品への思いを語った。辻凪子もファンであり、本作品を見て芸能界入りを志した。

## 作品の特徴
ほとんどの場合において会話は滅多に行われず、アトキンソンの表情や動作のみで笑いを誘う「ヴィジュアル・コメディ」のスタイルをとっている。但し、声をネタにしたエピソードが全くないわけではなく、第1話では教会でものみなこぞりてのハレルヤの部分のみを大声で歌うシーンがある。また、アトキンソンではなくゲスト出演の共演者の言動で笑いを取るシーンも存在する。
様々な人間がビーンの行動により被害を蒙るが、殆どの場合、彼に対して突っ込みや文句、抗議、報復に及ぶ事が無く、されるがままか、呆れ顔をされたり睨まれる程度に留まっている事が多いが、時折激怒され追いかけ回されたり、ビーン自身がとばっちりを喰う羽目になることもある。ビーン自身も数々の犯罪行為を行っているが逮捕、追跡されるシーンは無い（劇場版を除く）。物理法則や科学常識に全く反するネタも多い。
演出面の特徴として笑い声の効果音（ラフトラック:Laugh Track）が多用されている。これにより一見分かりづらい笑いのポイントが明確化されたり、キツすぎるギャグに観客が引くのを和らげる等の効果がある。但し劇場版でこの演出は一切無い。
劇中の動作にアドリブは一切なく、細部に至るまでアトキンソンとスタッフらによって入念に計画されているため、1話分を撮影するまでには多大な時間が費やされている。とはいえ、シリーズ前期は内容の異なる2〜3本の短いコントで1話分が構成されていたため、そこまで時間を要することは少なかったが、特定のシチュエーションで1話分が終わるようになった後期からは、かなり時間がかかるようになったという。それゆえ、放送スケジュールも最初のうちはほぼ定期的だったが、しだいに不定期になっていった。
本作ではビーンが車の屋根の上で椅子に座りロープで車を運転する、歯医者の予約時間に遅れそうになったビーンが車を足などで運転しながら着替える等大がかりなネタもあるが、すべてスタントマン無しで、アトキンソン自らが演じている。
本国イギリスでは非常に多くの支持を獲得しており、1992年に放送された第5話「ミスター・ビーンの災難」では1800万7400人という驚くべき視聴者数を記録した。さらにビーンの人気は本国のみに留まらず、世界の200近くの放送局に番組販売され、2002年にはアニメーション化もされていることから、TVシリーズをリアルタイムで見ていない世代を含め世界中のあらゆる年齢層で圧倒的な知名度を誇っている。
そうした人気の一方で、マイノリティネタやイギリス王室ネタなどのブラックジョークも所々に盛り込まれていることから、コメディに馴染みの無い視聴者が困惑させられるという事態が起きた。そのため、NHK総合で放送されたヴァージョンではかなりの場面がカットされている（第1話の日光浴をしている盲人の前で水着を着替えるシーンや、第10話のチャールズ皇太子とダイアナ皇太子妃が描かれたポスターの首から下を切ってしまう場面などがそれにあたる）。
第5回の一部及び第6・8・9回の全編はフィルム撮りであるが、それ以外はVTR撮りとなっている。理由は不明。

## オープニングとエンディング
オープニングとエンディングでは、ハワード・グッドール（Howard Goodall）作曲による聖歌調のテーマ曲に乗せて映像が流れる。同曲を歌う聖歌隊はシリーズの初期と後期で異なり、初期はサザーク大聖堂聖歌隊、後期はクライスト・チャーチ大聖堂聖歌隊による録音が使用されている。
オープニング
第1話「ミスター・ビーン」を除いて、オープニングの映像は天から射すスポットライトの中をビーンがうつぶせになって落ちてくるというものである。初期のオープニングは背景のないモノクロの映像が用いられたが、後期のオープニングではロンドン郊外にある高級住宅地リッチモンドの石畳やセント・ポール大聖堂をモチーフにした背景が付け足され、映像もカラーになった。
初期のオープニングの時、NHKでは独自に「コメディー決定版! Mr.ビーンの大騒動」のロゴを出してから上記の流れに移っていた。ちなみに第1回の放送時もオープニングがあった。
オープニングの映像に乗せて流れるテーマ曲は以下のような歌詞である。
| 「 | Ecce homo qui est faba. （ビーンという男に目を向けよ） | 」 |

エンディング
エンディングの映像は、オープニングで落ちてきたスポットライトの中にビーンが戻り、吸い込まれるようにして再び天に昇っていくというものである。オープニングの映像と同じで初期の映像はモノクロ、後期の映像はカラーだった。この映像の有無は話数によって異なる。
エンディングの映像に乗せて流れるテーマ曲は以下のような歌詞である。
| 「 | Vale homo qui est faba. （ビーンという男にさよならを告げよ） | 」 |

## ビーンの人物像
- 1956年9月15日生まれ。
  - 具体的な生年月日が設定されてはいるが、アトキンソンにとってビーンとは「常に年齢不詳のミステリアスな男」であるため、アトキンソンが白髪になって以降、ビーンを演じる時（『Mr.ビーン カンヌで大迷惑?!』など）は年齢の経過を隠すため白髪を黒く染めて演じるようになった。ただし、例外として2012年ロンドンオリンピックの開会式では白髪のまま演じた。
- 身長180センチ、体重73キロ。
- 具体的な姓名は不明。
  - 名前を聞かれても、ただ「ビーン（Bean）」と言うだけで詳しくは話さない。
  - 劇場版『ビーン』でビーンが持つパスポートにはファースト・ネーム欄に「ミスター」と記載されていたり、「Blind Date」でファースト・ネームを尋ねられた際、一瞬考えた後「ミスター」と答えたり、『Mr.ビーン カンヌで大迷惑?!』でのパスポートにはファースト・ネーム欄に「ローワン」と書かれているなど、製作側でも決まった設定はなされていない。
- 性格はかなり自己中心的である。納得のいかないことには頑として従わず、自らの行動論理を突き通す。駐車代やボーイのチップを浮かせる類の悪知恵が働き、ケチである描写が散見されるが、7話での慈善活動にはそれなりに貢献している。6話で心臓発作を起こし路上で倒れた男性を彼なりに助けようとしており、無責任な人間ではないことがうかがえる[注釈 3]。
  - アトキンソンによると、ビーンは「9歳の少年と同じ」で、個人の自由を第一にするアナキズム的な思考がビーンの性格の根本となっている。
- 女性は苦手なようである。生のヌードは恥ずかしくて見ることができず、美術でヌードモデルの模写もできなかった[注釈 4]。但し、イルマ・ゴッブ（後述）と交際していた事がある。
- 室内機器を改良したり、ラジコンの出力を上げたりと意外と機械系に強い。但し、電気系統への知識はあまり無く、よく騒動を引き起こす。
- 好物は豆の缶詰で、旅行にも持ち込むほど好きだが、ビーン自身は味覚音痴であるらしく、タルタルステーキの味が理解できなかったり、腐った生牡蠣を平気で平らげた事がある。ただし後者に関しては腐ったものを食べたという事実にショックを受け腹痛を起こし（直接の描写はないが大量のトイレットペーパーが出てくる）、就寝時に悪夢を見ている。この一件以降牡蠣にトラウマを持っているらしく、フランス旅行の際に誤って注文した生ガキを見てひどく狼狽している。
- 会話をすることが滅多にない。また、会話をするとしても名乗りや挨拶、注文程度の一言二言をぼそぼそと呟くだけである。ただし劇場版『ビーン』以降は設定がやや変更され、積極的に話す場面も見られるようになった。
- 最終学歴は大学卒業。数学の三角法に関しては、なぜか人一倍こだわりを持つ。アトキンソンは「ビーンは高学歴で悠々自適な生活を送っている」とも語っている。
- 職業に関しても詳細は不明。TVシリーズ第2話「帰ってきたミスター・ビーン」ではロンドンに実在するOdeon Leicester Square Cinema（オデオン・シネマズ・レスター・スクウェア）の給仕として、劇場版『ビーン』では同じくロンドンに実在するナショナル・ギャラリー美術館の監視員として登場した。
- ロンドン市内の低賃金アパート（ベッド・シット）の2階に住んでおり、自室には洗面台のみで、バス、トイレ、キッチンは無い。入り口に電力メーターが付いたブレーカーが設置されており、4話でコイン投入式である事が判明している。9話でキッチンが付いた部屋に転居しており調度品が一新されている。その後も住居を変えているらしく、劇場版『ビーン』における彼の住所は「ロンドンN10、ハイベリー、アーバーロード12、"ラッパ水仙荘"、ミセス・ウィケット方」とされている。
- 肘当て付きのツイード・ジャケットと細長いネクタイ、寸詰まりのズボンがトレードマークである。
- 自動車の運転が非常に達者で、ドリフト走行や、曲乗りも難なくこなす。
- 女性歌手シャーリー・バッシーの大ファンである。
- 演じたアトキンソンは、後のインタビューで「彼（Mr.ビーン）が近くにいたら、僕は彼と友達にはなりたくない」と述べている。
- 女性と交際していた時期もあるものの、基本的には友達のいない寂しい男である。誕生日やクリスマスには、自分宛てのグリーティングカードを書き、それを見て喜ぶという自演をしている。

## その他のキャラクターや道具

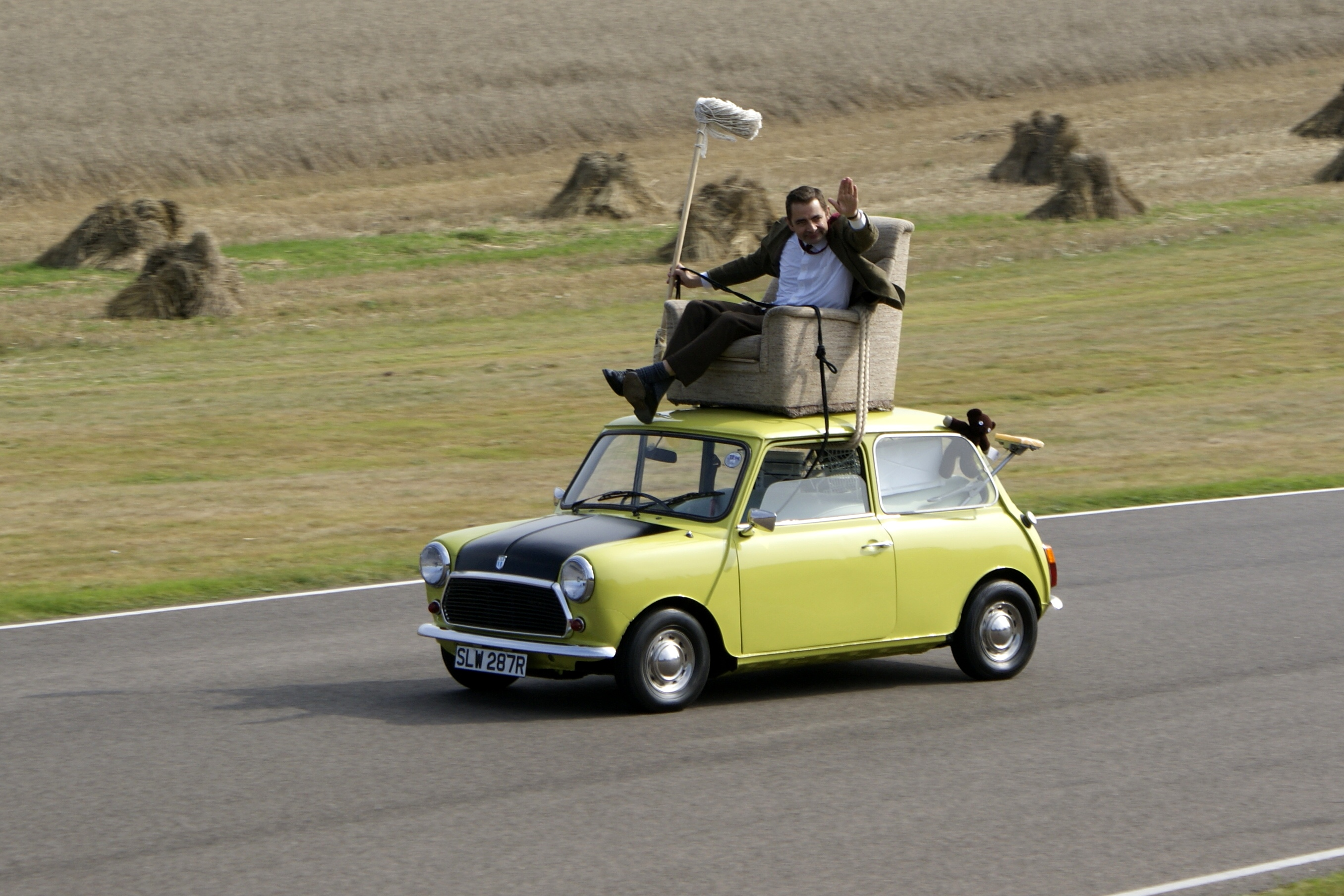
「ミスター・ビーンの日曜大工」の屋根に乗ってミニを運転するシーンをグッドウッド・サーキットで実演。2009年。

テディ
ビーンの一番の親友であるクマのぬいぐるみ。初登場は第5話「ミスター・ビーンの災難」。話によってはぬいぐるみの目がボタンになったり、ビーズに変化する。ビーンはクリスマス・プレゼントを買ったり、漫画を読み聞かせるなどテディをこよなく愛しているが、時には誤ってテディの首を取ってしまったり、ペンキを塗る刷毛代わりにしたり、洗濯して縮ませたりと粗雑に扱うこともある。しかし次回登場時には何事も無かったかのように元通りになっている。夜はきちんとベッドに寝かしつけ、朝は起こさないように気を配るなど人間同様に扱っている。目が悪い設定らしく、字やテレビを観る時は自作の眼鏡をかけさせている。
ミニ
ビーンの愛車。第1話「ミスター・ビーン」ではオレンジ色の1969年製モーリス・ミニ MkII（ナンバープレートは「RNT 996H」）に乗っていたが、物語の最後に事故で全損。第3話「ミスター・ビーン、とんだヤブヘビ」からは2台目として、ライムグリーン色にペイントされ、ボンネットがつや消し黒に塗られた1977年製ブリティッシュ・レイランド・ミニ1000 MkIII（ナンバープレートは「SLW 287R」）に乗っている（ライムグリーン色はイギリス人にとって最も軽蔑すべき色として知られている）。運転席側のカギが破損したため、運転席のドアに南京錠を取り付けてある。また、防犯のため停車時はハンドルを取り外して常に持ち歩いている。
第11話「ミスター・ビーン、学校へ行く」では、軍隊のデモンストレーション用に用意されていたミニ（ナンバープレートは「ACW 497V」）とビーンの乗ってきたミニを彼自身が故意に取り替え、「SLW 287R」は無残にもチーフテン戦車に押しつぶされた。この際、ビーンは無事だった南京錠とスライドボルトを回収している。なお、最終話「おやすみなさい、ミスター・ビーン」では同型・同色・同番号「SLW 287R」のミニが再び登場している。DVD特典映像のベストビッツ・オブ・ミスタービーンでは屋根裏部屋にタイヤ、ハンドル、ドア、ヘッドランプ等のごく僅かに残った部品が置かれている。実際に撮影で使用されたミニは北イングランドのカンブリア州ケズウィックのCars of the Stars Motor Museum（スター自動車博物館）に保管されている。映画「Mr.ビーン カンヌで大迷惑?!」ではヒッチハイクで同型車種（ナンバープレートは「207 UHO 75」）が登場する。
2015年の25周年記念企画にも再び登場した。ナンバープレートは「SLW 287R」で、車体後部には「♯MrBean25」のステッカーが貼られていた。
イルマ・ゴッブ（演 - マチルダ・ジェグラー）
眼鏡をかけたビーンのガールフレンド。初登場は第3話「ミスター・ビーン、とんだヤブヘビ」。本人はビーンを好意的に思っているが、ビーンはそこまで親密な仲だとは感じていないようで、キスをされればこっそり拭うなどむしろ無関心のようにも見受けられる。しかし一方で第4話「ミスター・ビーン、町へ行く」では、ディスコで他の男性と踊るイルマを見てビーンが思わず嫉妬してしまう場面があり、実際の所ビーンがイルマをどう思っているのかは定かではない。第7話「メリー・クリスマス、ミスター・ビーン」でビーンに愛想を尽かして以来、TVシリーズには登場していない。ビーンは完全にフられたと思われたが、「Torvill & Bean」でまた再登場してデートをしている。
演じるマチルダ・ジェグラーは第1話の給仕係の一人として既に出演しており、ビーンが歯磨きのためにほつれ糸を引っ張った為にエプロンがはだける事態を招く。またDVD収録の短編「The Bus Stop」にも一般人役で出演している。
リライアント・リーガル
劇中に何度も顔を見せるブルーの三輪自動車。車種はリライアント・リーガル Supervan III。ナンバープレートは「GRA 26K」。なぜかビーンは敵視しており、登場する度にビーンが運転するミニにぶつけられたり、横転させられたりして酷い仕打ちを受けている。第12話「もううんざり、ミスター・ビーン」では、ヒッチハイクしているビーンを快く乗せようとしたにもかかわらず、無視された。そもそもイギリスでは貧しい階級の人間を象徴する車種であり、日常的な笑いのネタとして認識されているだけに、作品の回を重ねるごとにリーガルが登場するだけで大きな笑いが入るようになる。誰が運転しているのかは不明。
その他
基本的にイルマ以外の人物がビーンと大きく関わることは滅多にないが、第10話「ミスター・ビーンの日曜大工」ではビーンがバスで知り合ったという2人の男性、ルパートとヒューバート（演: サイモン・ゴドリー、ロバート・オースティン）がビーンの家を訪れ、大晦日を共に過ごした。また、第8話「426号室のミスター・ビーン」ではドラッグクイーンのダニー・ラ・ルーが出演している。その他でもカメオ出演などで、ポール・ボーン、ルドルフ・ウォーカー、リチャード・ブライアーズ、ジョン・ジャンキン、ロジャー・ロイド・パック、アンガス・デイトン、ニック・ハンコック、キャロライン・クエンティン、リチャード・ウィルソン、デイヴィッド・シュナイダーなど、イギリスを代表する俳優やコメディアンが数多く登場している。

## 原点と影響
- ビーンというキャラクターについて、アトキンソンは映画『ぼくの伯父さんの休暇』でジャック・タチが演じた「ユロ伯父さん」に多大な影響を受けたと語っている。無口で間抜け、寸足らずのズボンを穿いているなど「ユロ伯父さん」のキャラクターはビーンと共通する部分が多い。

- ビーンのキャラクターが生まれた経緯には諸説あるが、アトキンソン曰く、1979年に創造された「睡魔に襲われる男」というネタがビーンの原案になった様である。しかしながら、1980年代初頭にエディンバラ・フリンジでアトキンソンが演じたネタにもビーンと共通する部分が見られることから、アトキンソンはオックスフォード大学在学中、すでにビーンの原案を温めていたものと思われる（従ってビーンを演じる前に出演したコメディ・ドラマなどでも似通ったネタを度々見せている）。

- キャラクターに名前をつける際、「カリフラワー」「キャベツ」などといった様々な野菜名の中から「ビーン（豆）」が選ばれた。

- サイレント映画の流れを汲んだ視覚的な笑いが、言語の壁を越え、世界で人気を呼んだ重要な理由である。ゆえにアトキンソンがビーンに関して「一人歩きして、私の手の届かないところまで行ってしまった」と語るほど、製作側の予想を遙かに超える一大フランチャイズに成長した。TVシリーズが世界中でVHS化された際などは、あまりの熱狂ぶりのため、アトキンソンも「マドンナになった気分だ。でも全然楽しくなかった」と語っている。

## 話順リスト
| 回 | 原題                       | 日本語版タイトル                                           | NHKの放送タイトル      | NHKの放送サブタイトル                             | 初回放映日（ITV）                          | 初回放送日（NHK）                         |
| -- | -------------------------- | ---------------------------------------------------------- | ---------------------- | ------------------------------------------------- | ------------------------------------------ | ----------------------------------------- |
| 1  | MR. BEAN                   | ミスター・ビーン                                           | Mr. ビーンの大騒動     | カンニングはだめよ 教会ではお静かに               | 1990年1月1日                               | 1991年12月21日                            |
| 2  | THE RETURN OF MR. BEAN     | 帰ってきたミスター・ビーン                                 | Mr. ビーンの大騒動     | トイレは一人で まずい料理を出されたら             | 1990年11月5日                              | 1991年12月23日                            |
| 3  | THE CURSE OF MR. BEAN      | ミスター・ビーン、とんだヤブヘビ                           | Mr. ビーンの大騒動     | 恐怖の飛び込み台 超デラックスサンドイッチ         | 1990年12月30日                             | 1991年12月22日                            |
| 4  | MR. BEAN GOES TO TOWN      | ミスター・ビーン、町へ行く                                 | Mr. ビーンの大脱線     | とにかくこの世は知恵しだい なぜか何かがなくなる日 | 1991年10月15日                             | 1993年1月1日                              |
| 5  | THE TROUBLE WITH MR. BEAN  | ミスター・ビーンの災難                                     | Mr. ビーンの大脱線     | 歯を治すのも楽じゃない とても楽しいピクニック     | 1992年1月1日                               | 1993年1月2日                              |
| 6  | MR. BEAN RIDES AGAIN       | ミスター・ビーンのおでかけ                                 | Mr. ビーンの大脱線     | なぜかなにか起こる道 旅は道連れ変な人             | 1992年2月17日                              | 1993年1月3日                              |
| 7  | MERRY CHRISTMAS, MR. BEAN  | メリー・クリスマス、 ミスター・ビーン                      | Mr. ビーンの大パニック | まじめにやってよクリスマス                        | 1992年12月29日                             | 1995年1月1日                              |
| 8  | MR. BEAN IN ROOM 426       | 426号室のミスター・ビーン                                  | Mr. ビーンの大パニック | ルームナンバー426                                 | 1993年2月17日                              | 1995年1月2日                              |
| 9  | DO-IT-YOURSELF, MR. BEAN   | ミスター・ビーンの日曜大工                                 | Mr. ビーンの大混乱     | 日曜大工はお手のもの                              | 1994年1月10日                              | 1996年5月29日（BS2） 1996年9月17日（NHK） |
| 10 | MIND THE BABY, MR. BEAN    | 子守りは大変、ミスター・ビーン                             | Mr. ビーンの大パニック | ベビーシッターはつらいよ                          | 1994年4月25日 （当初の予定は1993年3月1日） | 1995年1月3日                              |
| 11 | BACK TO SCHOOL, MR. BEAN   | ミスター・ビーン、学校へ行く                               | Mr.ビーンの大混乱      | 学校での一日                                      | 1994年10月26日                             | 1996年12月19日                            |
| 12 | TEE OFF, MR. BEAN          | もううんざり、ミスター・ビーン                             | Mr. ビーンの大失敗     | ティーオフ                                        | 1995年9月20日                              | 1996年8月13日                             |
| 13 | GOODNIGHT, MR. BEAN        | おやすみなさい、ミスター・ビーン                           | Mr. ビーンの大失敗     | 病院ではお静かに 一日のできごと                   | 1995年10月31日                             | 1998年1月1日                              |
| 14 | HAIR BY MR. BEAN OF LONDON | ミスター・ビーンの床屋 ミスター・ビーン ロンドンで美容師に | -                      | -                                                 | 1995年11月15日 （オリジナルビデオ収録）    | -                                         |
| 15 | THE BEST BITS OF MR. BEAN  | ベスト・ビッツ・オブ・ミスター・ビーン                     | -                      | -                                                 | 1995年12月15日                             | -                                         |

※NHK版の放送タイトルには全て「コメディー決定版」が付く。

※日本で2002年6月にUPJより発売されたDVD-BOX「ミスター・ビーン コンピレーション」と、それが後に単巻発売された廉価版DVDには、初回放送時のオリジナル版が収録されている。第10話「ミスター・ビーンの日曜大工」でビーンが電動リクライニング・チェアを操作して老婦を転倒させるシーンは、他局への番組販売版に収録されているのみで、オリジナル版には収録されていない。

### その他の作品
- 初期作品の一部として制作されていた可能性のある "The Library"（図書館）、"The Bus Stop"（バス停）という2本の短編と、テレビシリーズの総集編として製作された「ベスト・ビッツ・オブ・ミスター・ビーン」がDVDの特典映像として収録されている。
- 共同製作者でもあるリチャード・カーティスのプロデュースによるBBCのチャリティー番組 "Comic Relief: Red Nose Day" のために下記の作品が製作・放送されたが、リージョン1（北米版）のDVDセットに収録された「Blind Date」「Torvill & Bean」を除き、チャリティ用に販売されたビデオ（再発なし）以外にパッケージ販売はされていないものの、「Mr. Bean's Red Nose Day」のみ"Mr.Bean"の公式YouTubeチャンネルにて、その他3本が"Comic Relief"の公式YouTubeチャンネルにて無料公開されている。
  - Mr. Bean's Red Nose Day（1991年）
  - Blind Date（1993年）
  - Torvill & Bean（1995年）
  - Mr. Bean's Wedding（2007年）
- 同じく "Comic Relief" の企画で、ブルース・ディッキンソンの「 (I Wanna Be) Elected」（アリス・クーパーのカバー曲）のプロモーションビデオにも特別出演したが、この映像はお蔵入り状態で現在は見ることが難しい。このプロモーションビデオは2016年に"Comic Relief"の公式YouTubeチャンネルにて公開されている。

## 劇場用映画
劇場版の2作は、映画として成立させるためにアトキンソンやその他のスタッフによって設定が一部変更されている。また、時系列も特に意識せずに製作されているため、TVシリーズの前後に位置する作品なのか、もしくはTVシリーズの間に位置する作品なのかははっきりと示されていない。
ビーン Bean （1997年） ※日本公開は1998年
- 監督: メル・スミス
- 出演: ローワン・アトキンソン、ピーター・マクニコル、ハリス・ユーリン、パメラ・リード
- 主題歌: 当時大人気だったアイルランド人のグループ、ボーイゾーンが歌うエンド・タイトル""Picture of You""を収録。これは話題となりUKチャートの2位を記録。なお、PVにはビーンが特別出演している。サントラCDにはビーンの台詞がかぶっているが、シングル盤ではビーンの声が別エディットのため注意が必要である。

公開に伴ってアトキンソンが初来日を果たし、日本ではビーン旋風が巻き起こった。本作が地上波で放送された際には『完全版』と銘打って未公開シーンが追加された。地上波で放送された未公開シーンは後に発売されたBDの特典映像として収録されている。
Mr.ビーン カンヌで大迷惑?! Mr. Bean's Holiday （2007年） ※日本公開は2008年
- 監督: スティーヴ・ベンデラック
- 出演: ローワン・アトキンソン、エマ・ドゥ・コーヌ、ウィレム・デフォー、マックス・ボルドリー

『ビーン』から約10年ぶりに製作された劇場版第2作。アトキンソン曰く、「ビーンが演じられるのはこの作品で最後となる」。日本での公開はイギリスでの公開から1年近く遅れたが、アトキンソンは公開時期に合わせて再び来日した。

## アニメーション
ミスター・ビーン Mr. Bean: The Animated Series
2002年よりITV1にて放送開始。アトキンソンによるプロデュース作品で、本人の声やモーションキャプチャにより二次元上でも完璧に動きや世界観を再現している。ブラックジョークなどは抑えられ、ファミリー向けのストーリー展開となっている。
日本では2005年7月22日からカートゥーン ネットワークで放送され、2005年9月23日にはDVDも発売された。アニメ版ではTVシリーズ中盤でビーンに愛想を尽かしたはずのイルマや、TVシリーズには出てこないオリジナルのキャラクターが登場するなどTVシリーズとは設定が一新されている。
アニメ版はTVゲーム化もされており、2009年2月20日にPlayStation 2、Wii、PC、ニンテンドーDSにて欧州でのみ発売された。プレイヤーはコミカルなビーンを操り、テディを捜してアクションや愛車のミニを操作してのカーレースからパズルなど様々なミニゲームなどしながら世界を旅するアドベンチャーゲームとなっている。
ちなみに、登場する車は実写版とはナンバーが異なっており、ビーンのミニは｢STE 952R｣、リーガルは｢DUW 742｣となっている。

## パロディ化
- お笑いコンビのナインティナインがパーソナリティーを担当したニッポン放送『ナインティナインのオールナイトニッポン』では「ビーン」というコーナーが設けられ、岡村隆史がビーンのモノマネをしていた。
- フジテレビの番組『ウッチャンナンチャンのやるならやらねば!」では第5話「ミスター・ビーンの災難」の歯医者のエピソードを床屋に置き換えてパロディ化し、内村光良が「Mr.ウーン」として演じた。
- 志村けんが『志村けんのだいじょうぶだぁ』にて、第4話「ミスター・ビーン、町へ行く」の第1エピソードをTVでそっくりそのまま演じたことがある。教会で睡魔に襲われる「教会ではお静かに」もそっくりなコントが加藤茶と共演で演じられたことがある。更に設定を入社試験に変更して「カンニングはダメよ」にもそっくりなコントがある。
- 山口智充のモノマネのレパートリーにビーンが存在し、多数のテレビ番組で披露している。また、アトキンソン本人と共演したこともある[19]。
- パキスタンには、「PAKビーン」というビーンのそっくりさんがメディア出演している。本名はモハメッド・アスフといい、YouTubeで投稿したのがきっかけでパキスタン中で存在が知られるようになり、人気コメディアンになっている。なお、アトキンソン本人もアスフの存在を認めている[20]。
- 末高斗夢はモノマネ番組に登場する際、ビーンを真似た格好で登場した事がある。